# Kwan Tak-hing
Kwan Tak-hing (Canton, 27 giugno 1905 – Hong Kong, 28 giugno 1996) è stato un attore cinematografico cinese.
Ha interpretato il personaggio dell'esperto di arti marziali Wong Fei-hung in almeno 77 film tra il 1949 e il 1970. Nessuno nella storia del cinema ha rappresentato la stessa persona tante volte. Tuttavia l'attore britannico Desmond Llewelyn, pur avendo interpretato il personaggio di Q "solo" 17 volte nei film di James Bond, ha interpretato lo stesso personaggio per un arco di tempo maggiore: 36 anni dal 1963 (A 007, dalla Russia con amore) al 1999 (Il mondo non basta). . 
In totale ha recitato in più di 130 film. È stato eletto presidente della Associazione artisti cinesi di Hong Kong nel 1955. È stato insignito del M.B.E. (Membro dell'Impero Britannico), nel 1983.